# أليخاندرو سيرجي
أليخاندرو سيرجي (بالإسبانية: Ale Sergi)‏ هو مغني أرجنتيني، ولد في 5 أكتوبر 1971.

## وصلات خارجية
- أليخاندرو سيرجي على موقع IMDb (الإنجليزية)
- أليخاندرو سيرجي على موقع ميوزك برينز (الإنجليزية)
- أليخاندرو سيرجي على موقع أول ميوزيك (الإنجليزية)
- أليخاندرو سيرجي على موقع أول ميوزيك (الإنجليزية)